# بيرتن جونسون
بيرتن جونسون (بالإنجليزية: Bert Johnson)‏ (4 يونيو 1916 المملكة المتحدة - 30 يونيو 2009 المملكة المتحدة) هو لاعب كرة قدم بريطاني سابق كان يلعب كلاعب وسط.